# Damir Krupalija
Damir Krupalija (Sarajevo, 13 juni 1979) is een Bosnisch voormalig basketballer.

## Carrière
Krupalija ontvluchtte Bosnië naar Tsjechië en later Amerika als een tiener. Krupalija speelde collegebasketbal voor de Illinois Fighting Illini van 1998 tot 2002. Hij maakte zijn profdebuut voor het Poolse KK Włocławek in 2002 en speelde er een seizoen en werd er landskampioen en MVP in de finale. Het seizoen erop tekende hij bij de Belgische eersteklasser Spirou Charleroi waar hij vier jaar speelde. Hij werd in 2004 Belgisch landskampioen. Van 2007 tot 2010 speelde hij voor het Franse JDA Dijon.
Van 2010 tot 2011 speelde hij voor het Franse Hyères-Toulon Var Basket. In november 2011 tekende hij bij Bilbao Basket maar speelde er maar iets meer dan een maand. Hij speelde in 2013 nog kort voor het Bosnische KK Vogošća. In oktober 2013 tekende hij bij het Cypriotische Apollon Limassol BC waar hij speelde tot februari 2014. In maart 2014 tekende hij bij Spirou Charleroi voor de rest van het seizoen. In augustus 2014 tekende hij bij het Franse SLUC Nancy en speelde er tot december 2014. Van januari 2015 tot maart 2015 speelde hij opnieuw in Cyprus ditmaal bij Keravnos BC. Hij speelde nog een laatste seizoen bij KK Bosna Royal en werd er daarna ook manager.

## Erelijst
- Pools landskampioen: 2003
- Belgisch landskampioen: 2004